# Muxima
Muxima é uma comuna e cidade, sede do município da Quissama, na província de Ícolo e Bengo, em Angola.

## Etimologia
A palavra "muxima" significa "coração" na língua quimbundo. Mas não se refere ao coração físico humano, e sim a uma "riqueza do universo pessoal humano", isto é, ao conjunto das emoções e dos afectos sensíveis, ao motor da vontade, a fonte do pensamento e a originalidade individual, representando a hospitalidade, o calor humano, a solidariedade, o agradecimento e a cortesia. Possuir um "muxima" poderoso e corajoso, que comanda, define e valoriza a humanidade, é uma grande aspiração.

## História
Era uma localidade estratégica em 1580 sob liderança do soba Cafuxi Cá Ambari. Foi tomada pelos portugueses em 1599, que ali ergueram a Fortaleza da Muxima e a Igreja de Nossa Senhora da Conceição da Muxima.

## Cultura e lazer

### Devoção à Nossa Senhora da Conceição da Muxima
A imagem de Nossa Senhora da Conceição da Muxima, assentada no Santuário de Nossa Senhora da Conceição da Muxima, é a padroeira mais venerada e de maior devoção popular em Angola e em toda a África, recebendo, anualmente, mais de 1 milhão de peregrinos, com a romaria alcançando números idênticos. Em 27 de outubro de 2013, durante a missa dominical, foi alvo de tentativa de destruição, num dos maiores atos de intolerância religiosa já registrados no país, ficando com alguns danos recuperáveis.

### Património edificado
Um dos locais de lazer para contemplação arquitetônica é a Fortaleza da Muxima, além do próprio santuário mariano Igreja de Nossa Senhora da Conceição da Muxima.